# Düm Tek Tek
„Düm Tek Tek” este un cântec Pop folk al interepretei belgiene Hadise. Piesa a reprezentat Turcia la Concursul Muzical Eurovision 2009, ocupând locul 4 în ierarhia finală a competiției, datorită celor 177 de puncte acumulate. „Düm Tek Tek” este și primul extras pe single al materialului discografic Fast Life, lansat la data de 11 mai 2009 în Belgia. Discul a obținut locul 1 în regiunea belgiană Flandra și locul 2 în Grecia.

## Clasamente
| Clasament                 | Poziția maximă | Referință |
| ------------------------- | -------------- | --------- |
| Flandra Singles Chart     | 1              | [ 4 ]     |
| Wallonia Singles Chart    | 64             | [ 6 ]     |
| European Hot 100          | 24             | [ 7 ]     |
| Germany Singles Chart     | 70             | [ 4 ]     |
| Greece Singles Chart      | 2              | [ 5 ]     |
| Netherlands Singles Chart | 99             | [ 6 ]     |
| Sweden Singles Chart      | 12             | [ 4 ]     |
| Swiss Singles Chart       | 73             | [ 4 ]     |
| UK Singles Chart          | 127            | [ 8 ]     |